# Zadilske, Skole
Zadilske (în ucraineană Задільське) este o comună în raionul Skole, regiunea Liov, Ucraina, formată numai din satul de reședință.

## Demografie
Componența lingvistică a comunei Zadilske
     Ucraineană (100%)
Conform recensământului din 2001, toată populația comunei Zadilske era vorbitoare de ucraineană (100%).